# Chironius grandisquamis
Chironius grandisquamis – gatunek węża z rodziny połozowatych (Colubridae). Występuje w Ameryce Centralnej i północno-zachodniej części Ameryki Południowej, prowadzi dzienny, częściowo nadrzewny tryb życia.

## Systematyka
Takson ten po raz pierwszy zgodnie z zasadami nazewnictwa binominalnego opisał niemiecki przyrodnik Wilhelm Peters w 1869 roku na łamach „Monatsberichte der Königlichen Preussische Akademie des Wissenschaften zu Berlin”, nadając mu nazwę Spilotes grandisquamis. Holotyp (ZMB 3940) – samiec o długości 2207 mm – pochodził z Kostaryki.

### Etymologia
- Chironius: w mitologii greckiej Chiron (gr. Χείρων Cheírōn, łac. Chiron), był najmądrzejszym i najbardziej cywilizowanym z centaurów[7].
- grandisquamis: łac. grandis – „duży, wielki”, łac. squama – „łuska” odnosi się do niezwykle dużych rozmiarów łusek tułowiowych[3].

## Morfologia
Jest to średniej wielkości wąż o małej głowie, której szerokość jest podobna do szerokości szyi, dużych oczach o czarniawych tęczówkach i dość jednolitym ubarwieniu. Dorosłe osobniki mają barwę od ciemnobrązowej do kruczoczarnej. Dolna część głowy, podbródek, gardło i przednia część brzucha białe. Reszta brzucha i ogon czarny. Część osobników jest jednolicie czarna. Młode osobniki są brązowe na grzbiecie, na tułowiu od 14 do 50, a na ogonie od 4 do 36 wąskich poprzecznych jaśniejszych pasków. W miarę dorastania ubarwienie staje się jednolite. Spodnie części ciała, które początkowo są białe lub żółtawe, z dorastaniem stają się ciemnobrązowe. Węże tego gatunku mogą być mylone z gatunkami Spilotes megalolepis lub Clelia clelia.
Wymiary:
|                          | Samiec | Samica |
| Długość całkowita (mm)   | 2718   | 2510   |
| Długość SVL (mm)         | 1813   | 1564   |
| Łuski grzbietowe (rzędy) | 10     | 10     |

## Występowanie
Występuje w Kostaryce, wschodniej Nikaragui, północnym Hondurasie, Panamie, Kolumbii i Ekwadorze. W Ekwadorze zaobserwowano ten gatunek w prowincjach Cotopaxi, El Oro, Esmeraldas, Imbabura, Santo Domingo de los Tsáchilas, Pichincha, Azuay i Manabí. Jest spotykany w przedziale wysokości 0–2370 m n.p.m.

## Ekologia i zachowanie
Gatunek ten zamieszkuje tropikalne wilgotne lasy nizinne i tropikalne wilgotne lasy górskie w strefie międzyzwrotnikowej. Prowadzi dzienny, mieszany tryb życia naziemny i nadrzewny. W nocy śpi zwinięty na krzakach lub gałęziach drzew do wysokości 5 m nad poziomem ziemi. Jego dieta składa się głównie z płazów bezogonowych (z rodzajów Bolitoglossa, Leptodactylus, Pristimantis i Strabomantis). Obejmuje także ptaki, jaszczurki i małe ssaki.

## Status
W Czerwonej księdze gatunków zagrożonych IUCN Chironius grandisquamis jest uznawany za gatunek najmniejszej troski (LC, ang. Least Concern). Wielkość populacji nie jest oszacowana, a gatunek jest opisywany jako niepospolity. Trend liczebności populacji jako opisywany jako spadkowy z powodu zmniejszania się populacji gatunków stanowiących jego pożywienie.